# Айскирх, Томас
Томас Айскирх (нем. Thomas Eiskirch; род. 4 ноября 1970, Хаген, Северный Рейн-Вестфалия) — немецкий политический деятель, член Социал-демократической партии Германии, бывший член парламента (ландтага) Северного Рейна-Вестфалии. С 21 октября 2015 года — мэр города Бохума.

## Биография
Член СДПГ с 1988 года.
С 1991 по 1999 год был заместителем председателя местного отделения СДПГ в Бохуме-Штипеле, а с 1999 по 2009 год — председателем округа СДПГ Бохум-Юг.
С 2001 по 2009 год был казначеем Бохумского отделения СДПГ, а с 2009 по 2015 год — его председателем.
С конца 2006 года также является членом совета Рурского отделения СДПГ, а с 2013 года его председателем.
С 2002 по 2012 год Томас Айскирх был членом государственного партийного совета СДПГ в Северном Рейне-Вестфалии, а с 2012 по 2015 год членом партийного съезда СДПГ.